# Parakkad
Parakkad es una ciudad censal situada en el distrito de Thrissur en el estado de Kerala (India). Su población es de 9093 habitantes (2011). Se encuentra a 8 km de Thrissur y a 71 km de Cochín.

## Demografía
Según el censo de 2011 la población de Parakkad era de 9093 habitantes, de los cuales 4422 eran hombres y 4671 eran mujeres. Parakkad tiene una tasa media de alfabetización del 96,13%, superior a la media estatal del 94%: la alfabetización masculina es del 97,60%, y la alfabetización femenina del 94,76%.